# Jesús de Otoro
Ne doit pas être confondu avec Jesús Otero.
Jesús de Otoro est une municipalité du Honduras, située dans le département d'Intibucá.
la municipalité de Jesús de Otoro comprend 6 villages et 135 hameaux.